# Hêta (lettre grecque)
Cette page contient des caractères spéciaux ou non latins. S’ils s’affichent mal (▯, ?, etc.), consultez la page d’aide Unicode.
Ne doit pas être confondu avec Ⱶ (ancienne lettre latine obsolète) ‹ Ͱ ›.
Hêta (capitale: Ͱ, minuscule: ͱ) (en grec ancien ἧτα hễta) est une lettre archaïque de l’alphabet grec, a survécu, dans la graphie classique du grec, sous la forme de l’esprit rude.
La lettre Η (êta) était prononcée /e/ long ouvert dans l’alphabet ionien adopté par Athènes. Mais dans des modèles archaïques de l'alphabet grec (dont l’alphabet attique), on utilisait la même lettre pour le phonème /h/. C'est cette dernière valeur qui s'est transmise, via l'alphabet étrusque, à l'alphabet latin, d'où notre lettre H actuelle. Dans quelques parties de la Grèce occidentale on inventa une nouvelle forme de lettre signifiant le /h/, qui consistait en la moitié gauche du êta ionien.

## Unicode
|                | Majuscule Ͱ               | Minuscule ͱ             |
| Unicode UTF-16 | U+0370                    | U+0371                  |
| Nom Unicode    | GREEK CAPITAL LETTER HETA | GREEK SMALL LETTER HETA |
| Code HTML      | &#880;                    | &#881;                  |
| Entité HTML    | &#x370;                   | &#x371;                 |